# 4-Kumarat-KoA ligaza
4-kumarat-KoA ligaza (EC 6.2.1.12, 4-kumaroil-KoA sintetaza, p-kumaroil KoA ligaza, p-kumaril koenzim A sintetaza, p-kumaril-KoA sintetaza, p-kumaril-KoA ligaza, feruloil KoA ligaza, hidroksicinamoil KoA sintetaza, 4-kumarat:koenzim A ligaza, kafeolil koenzim A sintetaza, p-hidroksicinamoil koenzim A sintetaza, feruloil koenzim A sintetaza, sinapoil koenzim A sintetaza, 4-kumaril-KoA sintetaza, hidroksicinamat:KoA ligaza, p-kumaril-KoA ligaza, p-hidroksicinaminska kiselina:KoA ligaza, 4CL) je enzim sa sistematskim imenom 4-kumarat:KoA ligaza (formira AMP). Ovaj enzim katalizuje sledeću hemijsku reakciju
ATP + 4-kumarat + KoA {\displaystyle \rightleftharpoons } AMP + difosfat + 4-kumaroil-KoA

## Literatura
- Nicholas C. Price; Lewis Stevens (1999). Fundamentals of Enzymology: The Cell and Molecular Biology of Catalytic Proteins (Third изд.). USA: Oxford University Press. ISBN 019850229X.
- Eric J. Toone (2006). Advances in Enzymology and Related Areas of Molecular Biology, Protein Evolution (Volume 75 изд.). Wiley-Interscience. ISBN 0471205036.
- Branden C; Tooze J. Introduction to Protein Structure. New York, NY: Garland Publishing. ISBN 0-8153-2305-0.
- Irwin H. Segel. Enzyme Kinetics: Behavior and Analysis of Rapid Equilibrium and Steady-State Enzyme Systems (Book 44 изд.). Wiley Classics Library. ISBN 0471303097.
- William P. Jencks (1987). Catalysis in Chemistry and Enzymology. Dover Publications. ISBN 0486654605.

## Spoljašnje veze
- 4-coumarate---CoA+ligase на 